# Barbara Śreniowska-Szafran
Barbara Helena Śreniowska-Szafran, także Szafran z domu Śreniowska (ur. 17 stycznia 1949 w Łodzi, zm. 11 stycznia 2013) – polska socjolog, pedagog, działaczka opozycyjna w PRL-u, autorka bajek, wierszy i książek dla dzieci.

## Życiorys
Ukończyła naukę w I Liceum Ogólnokształcącym im. Mikołaja Kopernika w Łodzi. W latach 60. XX w. jako sympatyczka Komitetu Obrony Robotników, była zaangażowana w kolportaż „Biuletynu Informacyjnego” i pracę wydawniczą, a także inicjatywy polityczne podejmowane przez organizację.
W latach 70. XX w. była szykanowana i represjonowana z powodu swojej i brata Józefa, działalności opozycyjnej. Podczas stanu wojennego była zaangażowana w pomoc pokrzywdzonym. Współpracowała wówczas z Ośrodkiem Pomocy Uwięzionym i Internowanym przy kościele oo. Jezuitów w Łodzi, odwiedzając uwięzionych w Zakładzie Karnym w Łowiczu i publikując artykuły na łamach prasy podziemnej. Była współorganizatorką ucieczki internowanego brata, a także organizowała pomoc prawną i medyczną. W okresie od maja do lipca 1982 była internowana i przebywała w Ośrodku Odosobnienia dla Internowanych Kobiet w Gołdapi.
Była autorką i animatorką kabaretu „Kiełbie we łbie”, a także autorką licznych książek dla dzieci.

### Życie prywatne
Była córką Stanisława Średniowskiego – historyka i Krystyny Śreniowskiej – profesor Uniwersytetu Łódzkiego. Jej bratem był Józef Śreniowski – działacz opozycji PRL. Miała męża i córkę. Została pochowana na cmentarzu św. Rocha na Radogoszczu w Łodzi

## Odznaczenia
- Krzyż Kawalerski Orderu Odrodzenia Polski[2],
- Krzyż Wolności i Solidarności[1]

## Publikacje
- Cukierek o smaku kiwi, Egmont, 1999, ISBN 978-83-237-0090-6.
- Hej, to ja! Beata, Egmont, 1999, ISBN 978-83-237-0204-7.
- Hej, to my!, Egmont, 2000, ISBN 978-83-237-0633-5.
- Królewna i makaron, Egmont, 1999, ISBN 978-83-237-0092-0.
- Niewidzialny Józio, Egmont, 2000, ISBN 978-83-237-0097-5.
- Plac zabaw, Egmont, 2000, ISBN 978-83-237-0098-2.
- Prima aprilis, Egmont, 1999, ISBN 978-83-237-0089-0.
- Tajemniczy potwór, Egmont, 1999, ISBN 978-83-237-0091-3.
- Wynalazki Pana Melby, Egmont Polska, 2003, ISBN 978-83-237-1112-4.